# Benkt Kullgard
Benkt Stig Atterdag Kullgard, född 5 juli 1943 i Jönköpings Sofia församling i Jönköpings län, är en svensk militär.

## Biografi
Benkt Kullgard blev officer 1966, gick Luftvärnsofficersskolan vid Artilleri- och ingenjörofficersskolan 1969–1970 och befordrades till kapten 1972 vid Sundsvalls luftvärnskår (1974 namnändrad till Sundsvalls luftvärnsregemente). Han var lärare vid Krigsskolan 1975–1979 och befordrades 1977 till major. Han tjänstgjorde 1979–1980 i FN:s fredsbevarande styrkor i Cypern (UNFICYP). Åren 1982–1986 var han detaljchef vid Försvarsstaben, befordrad till överstelöjtnant 1985. Han tjänstgjorde 1986–1989 vid Gotlands luftvärnsbataljon och 1989–1992 åter vid Försvarsstaben samt blev 1990 överstelöjtnant med särskild tjänsteställning. Åren 1992–1997 var han chef för Gotlands luftvärnsbataljon (1994 namnändrad till Gotlands luftvärnskår). Han var slutligen stabschef vid Svea livgarde 1997–1998. Kullgard har därefter varit aktiv som politiker i Sollentuna kommun för Moderaterna.